# Петровське сільське поселення (Кривошиїнський район)
Петро́вське сільське поселення (рос. Петровское сельское поселение) — сільське поселення у складі Кривошиїнського району Томської області Росії.
Адміністративний центр — село Петровка.
Населення сільського поселення становить 543 особи (2019; 628 у 2010, 938 у 2002).

## Склад
До складу сільського поселення входять:
| Населений пункт      | Населення, осіб (2002) | Населення, осіб (2010) |
| -------------------- | ---------------------- | ---------------------- |
| Бараново, присілок   | 9                      | 4                      |
| Билино, присілок     | 0                      | -                      |
| Єгорово, присілок    | 121                    | 65                     |
| Єлізар'єво, присілок | 273                    | 205                    |
| Петровка, село       | 535                    | 354                    |